# ژان دو مناش

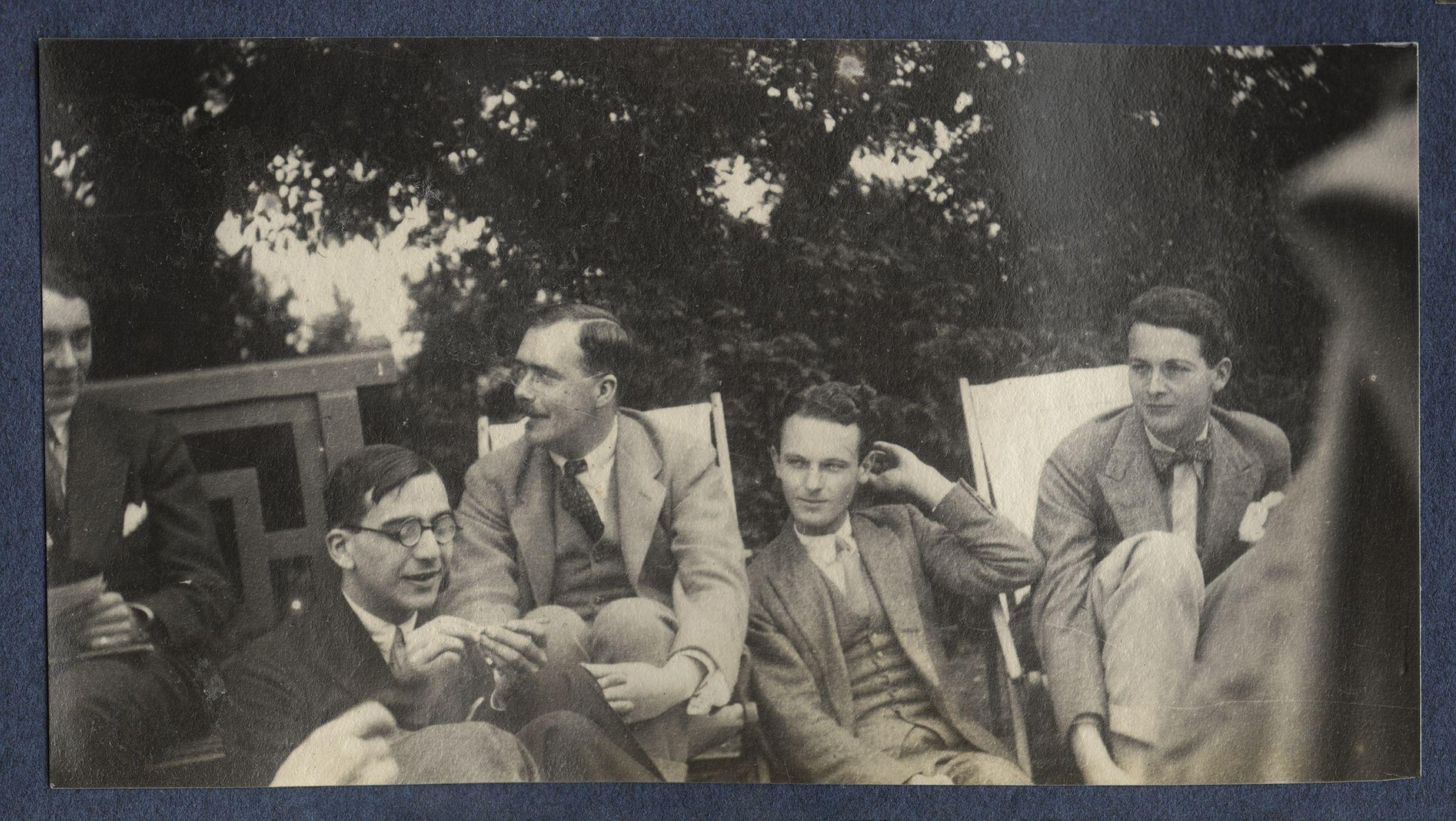
دو مناش نفر دوم از سوی چپ

پی‌یِر ژان دو مِناش (به فرانسوی: Pierre Jean de Menasce) (زادهٔ ۱۹۰۲ – درگذشتهٔ ۱۹۷۳) شرق‌شناس فرانسوی و متخصص دین‌های باستان بود. از جمله کارهای او ترجمهٔ شِکَندْ گُمانیک ویچار (گزارشِ گُمان‌شِکَن) بود.
دو مناش در اسکندریهٔ مصر در خانواده‌ای یهودی زاده شد. او به فراگیری فلسفه و حقوق در اسکندریه، قاهره و دانشگاه آکسفورد پرداخت. در ۱۹۲۶، او در پاریس به‌عنوان یک مسیحی کاتولیک غسل تعمید داده شد.
لوئی ماسینیون وی را به آموختن سُریانی دلگرم ساخت. این آغازِ راهِ پژوهش‌هایِ شرق‌شناختیِ او بود. از ۱۹۳۶ او در دانشگاه فریبورگ سوئیس به آموزاندن تاریخ دین پرداخت.
او جزو نویسندگان تاریخ ایران کمبریج بوده‌است.
در ۱۹۳۹، او استاد پژوهش دین‌های باستانی ایران در پاریس گشت. سکته‌های پشت‌سرهم در ۱۹۵۷ و ۱۹۶۷ او را زمین‌گیر ساخت، ولی از کار نوشتن بازنداشت.